# Chebsey
Chebsey – wieś w Anglii, w hrabstwie Staffordshire. Leży 9 km na północny zachód od miasta Stafford i 207 km na północny zachód od Londynu.